# Cañón de cadena

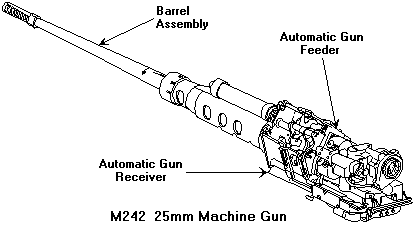
Cañón de cadena M242 de 25 mm.

El cañón de cadena (en inglés: chain gun) es un tipo de cañón automático que emplea una fuente de energía externa, en lugar de aprovechar la energía del disparo del cartucho, para accionar el mecanismo del arma, y lo hace a través de una cadena de transmisión similar a las usadas en los motores o bicicletas. "Chain gun" es una marca registrada de Orbital ATK para un arma accionada por cadena.

## Descripción
Las principales ventajas de las armas accionadas mediante cadena son su fiabilidad y control respecto a sus contrapartes accionadas mediante retroceso o los gases del disparo. Las armas de fuego accionadas mediante retroceso dependen del no siempre fiable disparo de un cartucho para accionar su mecanismo, mientras que un cañón de cadena emplea un motor eléctrico para mover una cadena en un circuito rectangular con cuatro piñones que la mantienen tensada. Un eslabón de la cadena está conectado al cerrojo, moviéndolo hacia atrás y hacia adelante para cargar, disparar, extraer y expulsar el casquillo vacío.
Un cartucho fallado no detendrá el disparo del arma, como suele ocurrir en aquellas que utilizan la energía del disparo para recargar el siguiente cartucho; simplemente es expulsado.
Durante cada ciclo de cuatro etapas, dos etapas (que van por los lados "largos" del rectángulo) controlan el tiempo que le toma al cerrojo ir hacia adelante e introducir un cartucho en la recámara, y cuan rápido extrae el casquillo vacío. Las otras dos etapas, cuando la cadena se mueve por los lados "cortos del rectángulo", de forma lateral al eje del cañón, determinan cuanto tiempo se mantiene cerrado el cerrojo al disparar y su apertura para poder extraer el casquillo y los humos.
El tiempo que le toma a la cadena para efectuar una vuelta completa del circuito rectangular controla la cadencia de disparo, por lo cual la variación de la velocidad del motor permite a los cañones de cadena, en principio, disparar con cadencias variables que van desde disparos individuales hasta la cadencia máxima permitida por las variaciones de presión en el cañón, la tolerancia mecánica y otros factores. Por ejemplo, la versión EX-34 de 7,62 mm fue publicitada con una cadencia de 570 disparos/minuto y se estaba desarrollando una versión con una cadencia de 1.000 disparos/minuto. En la práctica, los cañones de cadena generalmente tienen dos o tres velocidades para disparar.
El principio operativo del cañón de cadena es inherentemente fiable. Un reporte desclasificado sobre el EX-34 presentado por el Centro de Armas Navales de Superficie de Dahlgren, Virginia, fechado el 23 de septiembre de 1983 dice:

se dispararon 29.721 cartuchos de sobre-presión sin roturas de las piezas y sin cualquier tipo de parada... Es significativo que durante el disparo de 101.343 cartuchos no ocurrió ningún atasco o parada debido a la pérdida de control de la munición en el arma o en el mecanismo de alimentación... [esto] es en nuestra experiencia muy inusual en cualquier arma de cualquier calibre.
Clasificado

## Ejemplos

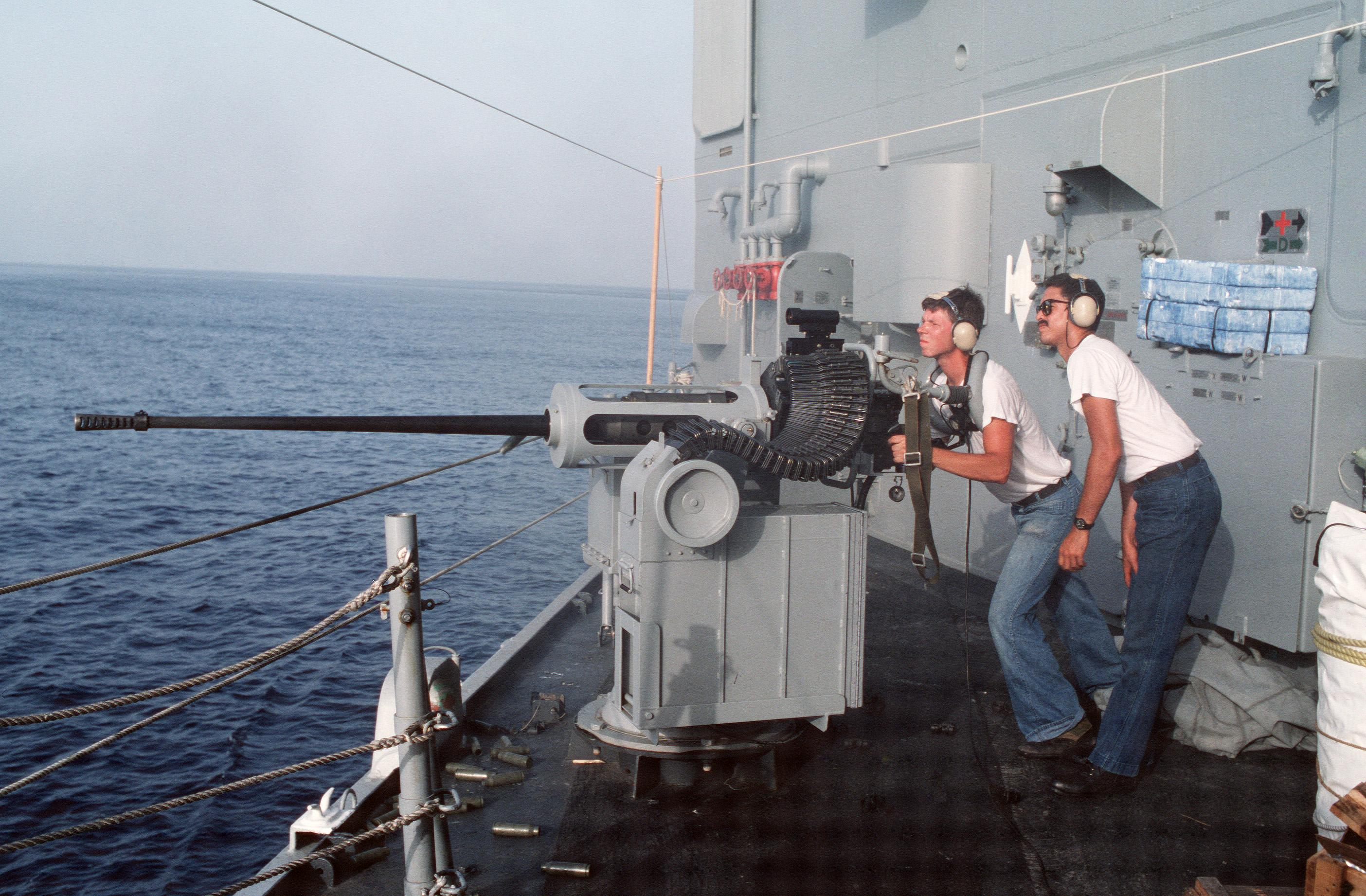
Práctica de tiro con un M242 Bushmaster Mk38 a bordo de la fragata USS Nicholas, 1 de julio de 1988.

Un cañón de cadena usualmente empleado es el M242 Bushmaster. Sus versiones de 25 mm son empleadas a bordo de navíos (Mk38) y vehículos de combate de infantería (M2 Bradley y LAV-25) de varias Fuerzas Armadas del mundo. Otros son el M230 de 30 mm, que es el armamento estándar del helicóptero de ataque AH-64 Apache, así como el Bushmaster II de 30 mm y el Bushmaster III de 35 mm o 50 mm.
Una ametralladora de cadena de 7,62 mm es empleada como arma coaxial a bordo de algunos vehículos blindados, debido a la pequeña cantidad de humo generado por sus disparos que va a parar dentro del vehículo. Un prototipo de esta arma fue la EX-34. Es empleada por el Ejército británico como la L94A1.

## Diferencias respecto a las ametralladoras rotativas
El cañón de cadena tiene un solo cañón, mientras que una ametralladora Gatling/Minigun tiene varios cañones rotativos que no son accionados internamente mediante una cadena. Es un error común llamar cañones de cadena a las ametralladoras rotativas, especialmente en el ámbito de los videojuegos.[cita requerida]